# أوليفر براون
أوليفر براون (بالإنجليزية: Oliver Brown) (10 أكتوبر 1908 في المملكة المتحدة - 1 يناير 1953 بلندن في المملكة المتحدة) هو لاعب كرة قدم بريطاني (وحمل سابقاً جنسية المملكة المتحدة لبريطانيا العظمى وأيرلندا) في مركز الهجوم. لعب مع برايتون أند هوف ألبيون ونوتينغهام فورست ونورويتش سيتي ووست هام يونايتد وBurton Town F.C. ‏.